# Diabrotica pulchella
Diabrotica pulchella là một loài bọ cánh cứng trong họ Chrysomelidae. Loài này được Jacquelin-Val miêu tả khoa học năm 1856.